# Ksi Boötis
Ksi Boötis – gwiazda w gwiazdozbiorze Wolarza. Jest odległa od Słońca o 22 lata świetlne.

## Charakterystyka obserwacyjna
Ksi Boötis ma wielkość obserwowaną ok. 4,6m, co pozwala dojrzeć ją nieuzbrojonym okiem. Znajduje się w południowo-wschodniej części konstelacji, około 9° na wschód od Arktura, poza klasycznym rysunkiem gwiazdozbioru. Jest to gwiazda podwójna, której składniki dzieli odległość 5,2 sekundy kątowej (w 2019 roku). Jej podwójność odkrył w 1780 roku William Herschel; efekt kontrastu sprawia, że wydają się mieć bardzo różne kolory, opisywane jako żółty i czerwonofioletowy. Cztery inne obiekty widoczne w pobliżu tej pary (bliżej niż 5′) są niezwiązanymi gwiazdami tła.

## Charakterystyka fizyczna
Główny składnik Ksi Boötis A jest żółtym karłem, gwiazdą ciągu głównego należącą do typu widmowego G7. Ma jasność równą połowie jasności Słońca i temperaturę 5550 K. Ma masę ok. 90% masy Słońca, a jej promień jest równy 75% R☉.
Słabszy składnik układu to pomarańczowy karzeł, zaliczony do typu widmowego K5. Ta gwiazda ma niższą temperaturę 4600 K i jasność dziesięciokrotnie mniejszą niż Słońce. Jej promień to około 0,5 promienia Słońca, a masa jest oceniana na 0,7 M☉.
Gwiazdy okrążają wspólny środek masy po ekscentrycznych orbitach o mimośrodzie 0,51 w okresie 151,6 lat, średnio będąc odległe o 33,5 au (zbliżają się na 16,4 au i oddalają na 50,5 au). Z perspektywy obserwatora na Ziemi orbita jest nachylona pod kątem 41°. Gwiazdy były najbliżej w 1909 roku, ponownie znajdą się w minimalnej odległości w 2054 roku.
Obie gwiazdy wykazują aktywność magnetyczną, podobną do cyklu słonecznego. Składnik A wykazuje główny cykl zmienności o długości 2–4 lat i dłuższy cykl, trwający 25–30 lat; ma gorącą koronę analogiczną do korony słonecznej, o temperaturze 10 milionów kelwinów.